# Oxychilus agostinhoi
Oxychilus agostinhoi (Martins, 1981) è un mollusco gasteropode polmonato terrestre della famiglia Oxychilidae.
Endemico delle Azzorre, è caratteristico, come gli altri membri della famiglia, per il corpo di colore blu e per la conchiglia traslucida.

## Conservazione
La Lista rossa IUCN classifica Oxychilus agostinhoi come specie in pericolo critico di estinzione (Critically Endangered).